# 移動世界
是2008年美國科幻動作片，改編自1992年史蒂芬·古德所寫的科幻小說《Jumper》。
《移動世界》由道格·李曼執導，海登·克里斯滕森、山繆·傑克森、傑米·貝爾主演。已於2008年2月14日情人節在美國、香港與台灣等地上映。

## 劇情
典型美國青年大衛·萊斯（海登·克里斯唐森飾）自小在暴力家庭陰影中長大，造成鬱鬱不得志的消極性格。直到他在15岁时，意外掉入休倫河而被传送到安娜堡市立圖書館，由此發現跨躍時空方法，便開始改寫自己命運。同時又遇上同樣擁有越空秘技的另一位青年朋友葛瑞芬（傑米·貝爾飾）。可是他們的行徑，最終觸發國安局監視，事情一發不可收拾。
大衛靠著利用他的超能力銀行金庫而獲得的贓款過著奢侈的生活。聖騎士正在追捕他，這是一個由宗教狂熱分子組成的秘密社團，他們發誓要追查並殺死“跳躍者”，因為他們所謂的無所不在，他們認為這是褻瀆神明的。聖騎士的現任領袖洛藍‧考克斯從高中時欺負大衛的馬克口中得知大衛的身份。大衛和他在高中時迷戀的米莉去了羅馬，但對他的能力保密當他們參觀羅馬鬥獸場時，大衛遇到了葛瑞芬，另一個跳躍者，然後兩人遇到了葛瑞芬隨便殺死的兩個聖騎士。大衛被意大利警方拘留並詢問死亡情況，但在大衛的母親瑪麗的幫助下逃脫，瑪麗在他5歲時離開了他。當大衛試圖迴避這個問題時，莉感到不安和害怕，要求知道真相。大衛拒絕並擔心她的安全，將她送上回家的飛機。
大衛又遇到了葛瑞芬，跟著他到了他在山洞裡的藏身之處。葛瑞芬透露他多年來一直在跟踪和殺害聖騎士，併計劃殺死考克斯為他的父母報仇。格里芬告訴大衛，聖騎士會瞄准他的親人來把他引出來。大衛傳送回家，發現他的父親躺在流血中。他把父親送到醫院，然後回到葛瑞芬尋求幫助。意識到考克斯親自追捕大衛，葛瑞芬同意。
他們去機場接蜜莉，但她已經不在了。葛瑞芬回到他的藏身處拿武器。大衛闖入蜜莉的公寓，激怒了她。看到考克斯到來，大衛決定向她透露真相。他將她傳送到葛瑞芬的藏身處。聖騎士們，包括考克斯，利用一台機器讓大衛的“跳躍傷疤”保持開放，入侵了藏身處。大衛和葛瑞芬制服了他們中的大多數人。大衛看到牆上掛著他母親的照片，意識到她也是一名聖騎士。考克斯在跳躍恐慌中被追回，但他設法和他一起搶走了蜜莉。他在蜜莉的公寓裡設置了一個陷阱，希望大衛會回來找她。
痴迷於殺死考克斯的葛瑞芬計劃炸毀公寓，但大衛反對，想要拯救蜜莉。他們在車裹打架，大衛用電線誘捕葛瑞芬。大衛無視葛瑞芬的警告，跳到蜜莉的公寓，很快就被考克斯的電纜困住了。電纜將他“連接”到公寓，使他無法獨自跳開。大衛鼓起勇氣，將公寓和里面的每個人傳送到休倫河裡，淹死了所有在場的聖騎士，除了考克斯。擺脫電纜後，大衛將蜜莉傳送到安全地帶，並將考克斯扔到科罗拉多大峡谷的一個山洞裡。他把考克斯擱在那兒以示憐憫，告訴他“我本可以把你和鯊魚一起扔掉的”。
大衛拜訪了他失散多年的母親瑪麗，並發現了他同母異父的妹妹蘇菲亞。瑪麗告訴大衛，當他五歲的時候，他第一次跳了。她是一名聖騎士，不得不殺死大衛或離開。她選擇了後者，因為她愛他。離開她的房子後，大衛遇到了蜜莉，他把自己和她跳到了一個溫暖得多的地方。

## 演員
- 大衛/戴維·萊斯（David Rice，演員：海登·克里斯滕森、麥斯·希羅（少年期））

男主角，他在一次與同學的爭執中發現自己擁有移動人的能力，因此選擇離開自己早就已經住不下去的家，雖然如此，但他潛意識中還是將那個地方視為自己的家......
電影版中，「大衛」這個名字的拼法和小說版不一樣，小說版的拼法是Davy。
- 蜜莉·哈里斯（Millie Harris，演員：瑞秋·比爾森、安娜蘇菲亞·羅伯（少年期））

大衛從小到大的青梅竹馬，被捲入移動人與聖騎士之間的戰爭，只能選擇與大衛一起躲避追殺。
- 洛藍·考克斯（Roland Cox，演員：山繆·傑克森）

聖騎士組織首領，專門獵殺存在的移動人。
名字似乎是取自羅蘭之歌的男主角羅蘭，考克斯這個姓氏則是其在小說版《移動世界》的原型布萊恩‧考克斯的姓氏。
- 瑪莉·萊斯（Mary Rice，演員：黛安·蓮恩）

大衛的母親，聖騎士成員之一，在大衛五歲的時候離開大衛，而一直不被大衛所諒解。
在大衛五歲時，她發現大衛的能力後，必須在聖騎士團與兒子之中抉擇，最後她選擇離開大衛，讓他繼續自由地活下去。當大衛在義大利時遇到困難，曾對他提出警告並幫助他離開。
- 葛瑞芬/葛瑞（Griffin，演員：傑米·貝爾）

大衛在羅馬競技場遇見的移動人，住在撒哈拉沙漠，他告訴了大衛許多有關移動人的事情。
是電影中新增的角色，後來原作者則以電影中他的背景寫了一個名為《移動世界：葛瑞的故事》的外傳。
- 馬克（Mark，演員：泰迪·鄧恩、傑西·詹姆斯（少年期））

蜜莉之前的男友，每次都叫大衛〝大米蟲〞（大衛的姓Rice為米飯），因為那時的大衛看起來很弱。後來被大衛丟在銀行保險庫中，隨後被關在監獄，在審問時，告訴洛藍他（馬克）所知有關於大衛的一切，並間接害死大衛的父親威廉。
- 威廉·萊斯（William Rice，演員：麥可·魯克）

大衛的父親，對大衛的事幾乎不聞不問，有著酒精依賴症。
- 蘇菲亞（Sophie，演員：克莉絲汀·史都華）

大衛母親瑪莉再婚後生的女兒，出現在大衛前去找母親時，開門問候他。

## 名詞
移動人(Jumper)
擁有空間跳躍能力的超能力者。
聖騎士(Paladin)
千年來以正義為名不斷追殺移動人的人。

## 趣事
- 移動世界中，主角們的故鄉：美國密西根州的安娜堡市，也是原作者史蒂芬‧古德的故鄉。

## 製作
2005年11月，新攝政製作公司（New Regency Productions）請到了《神鬼認證》與《史密斯任務》導演道格·李曼參與史蒂芬·古德科幻小說《Jumper》的改編版本。起初劇作家吉姆·烏爾 (Jim Uhls)加工編寫大衛·葛爾所創作的原劇本，而後監製賽門·金柏格也參與了加寫劇本的工作。
2006年4月，湯姆·史都里奇、泰瑞莎·帕瑪、傑米·貝爾被選為最初的三大角色。7月，山繆·傑克森被選為飾演國安局幹員羅蘭。8月，開拍的兩個禮拜前，海登·克里斯唐森取代了原先湯姆·史都里奇的角色，製作公司的理由為「不希望在三大角色的演員名單中增加一位突出的演員。」10月，瑞秋·比爾森則是取代了泰瑞莎·帕瑪的角色。
劇中的場景取自於東京、羅馬、多倫多與紐約市。2006年9月，劇組於加拿大安大略省彼得堡開拍，10月時則已經至多倫多取景拍攝。12月時，李曼與羅馬電影委員會洽談，罕見的取得進入羅馬競技場拍攝的許可，而這場景最初是計畫於萬神廟取景。劇組被要求不得加設器材於地面上，需使用挽狀帶子使用器材，並且藉著天然的日光拍攝，前後一共花了3天時間完成。
羅馬地區的戲拍攝完畢後，劇組隨即前往多倫多，約2006年12月至2007年1月拍攝，於1月19日正式讓加拿大地區戲份殺青，劇組之後前往東京。不過拍攝期間也發生一些意外，1月26日，劇組服裝師大衛·瑞奇 (David Ritchie)在多倫多收拾器具時不幸被凍石砸中，另外一名劇組人員也因為嚴重的頭部及肩膀傷勢被送到醫院。而導演李曼堅持克里斯坦森親自上陣特效動作時，演員的手與耳朵也有撕裂傷，瞳孔也有放大的現象，需就醫觀察。
2007年2月，劇組前往密西根州安娜堡取景，並且讓鄰近大學的60名學生充當臨時演員。
製作公司同時也宣佈將會拍攝續集，並且將小說改編成三部曲，但截至2023年（影片释出15年后），该片仍无任何续集问世。

## 行銷
《移動世界》最初的預告片在2007年10月10日釋出。
《移動世界》也在WhatWeird.com （页面存档备份，存于）採用病毒式行銷，並且在YouTube網站釋出相關的非完整影片。
2008年1月3日，山繆·傑克森在福斯廣播公司所轉播的第42屆超級盃熱身賽前，而熱身賽轉播時也有播放《移動世界》的預告片。

## 評價
《移動世界》一片普遍不獲得美國影評人的青睞，在權威網站爛番茄中，只有16%的影評給予正面評價。在Metacritic網站中，只擁有36分的分數。
雖然如此，但在大多數的討論中，《移動世界》的評價卻十分兩極化，正面評論認為其在描寫較人性的非英雄人物上十分成功；持反對意見的評論則認為《移動世界》的道德觀十分糟糕，且男主角並沒有任何英雄的自覺。

## 票房
《移動世界》於2008年2月14日情人節在北美、台北同步上映，分別開出3385萬美金（約10億7000萬台幣）票房及1923萬新台幣的佳績，登上票房冠軍。

## 電視影集
其衍生電視劇《Impulse》在2018年6月6日，在YouTube Premium上釋出。

## 外部連結
- （英文） 官方網站
- （英文） 互联网电影数据库（IMDb）上《移動世界》的资料（英文）
- （英文） 爛番茄上《移動世界》的資料（英文）
- （英文） Metacritic上《移動世界》的資料（英文）
- （英文） Box Office Mojo上《移動世界》的資料（英文）
- （英文） AllMovie上《移動世界》的资料（英文）

| 上一届： 《傻愛成金》 | 2008年全美週末票房冠軍 2月17日                            | 下一届： 《刺殺據點》 |
| 上一届： 《長江七號》 | 2008年台北週末票房冠軍 2月16日－2月17日、2月23日－2月24日 | 下一届： 《刺殺據點》 |
| 上一届： 《》         | 2008年香港一週票房冠軍 2月18日－2月24日                   | 下一届： 《奪帥》     |